# عسل‌خوار کدر
عسل‌خوار کدر (نام علمی: Myzomela blasii) نام یک گونه از سرده عسل‌خوارهای کوتوله است.